# Cagno (Lombardei)
Cagno ist eine Fraktion der italienischen Gemeinde (comune) Solbiate con Cagno in der Provinz Como, Region Lombardei.

## Geographie
Der Ort liegt etwa 13 Kilometer westlich von Como und etwa 6,5 Kilometer östlich von Varese in den italienischen Voralpen und grenzt unmittelbar an die Provinz Varese. Der kleine Fluss Rio Lanza verläuft nördlich des Ortes.

## Geschichte
Cagno war bis 2018 eine eigenständige Gemeinde und schloss sich am 1. Januar 2019 mit der Nachbargemeinde Solbiate zur neuen Gemeinde Solbiate con Cagno zusammen.

## Sehenswürdigkeiten
- Pfarrkirche San Giorgio mit romanischem Glockenturm
- Betkapelle San Rocco

## Persönlichkeiten
- Giovanni Maria Bernardoni (1541–1605), Italienischer Jesuit und Architekt, der den Barockstil nach Polen und ins Großfürstentum Litauen brachte[2]

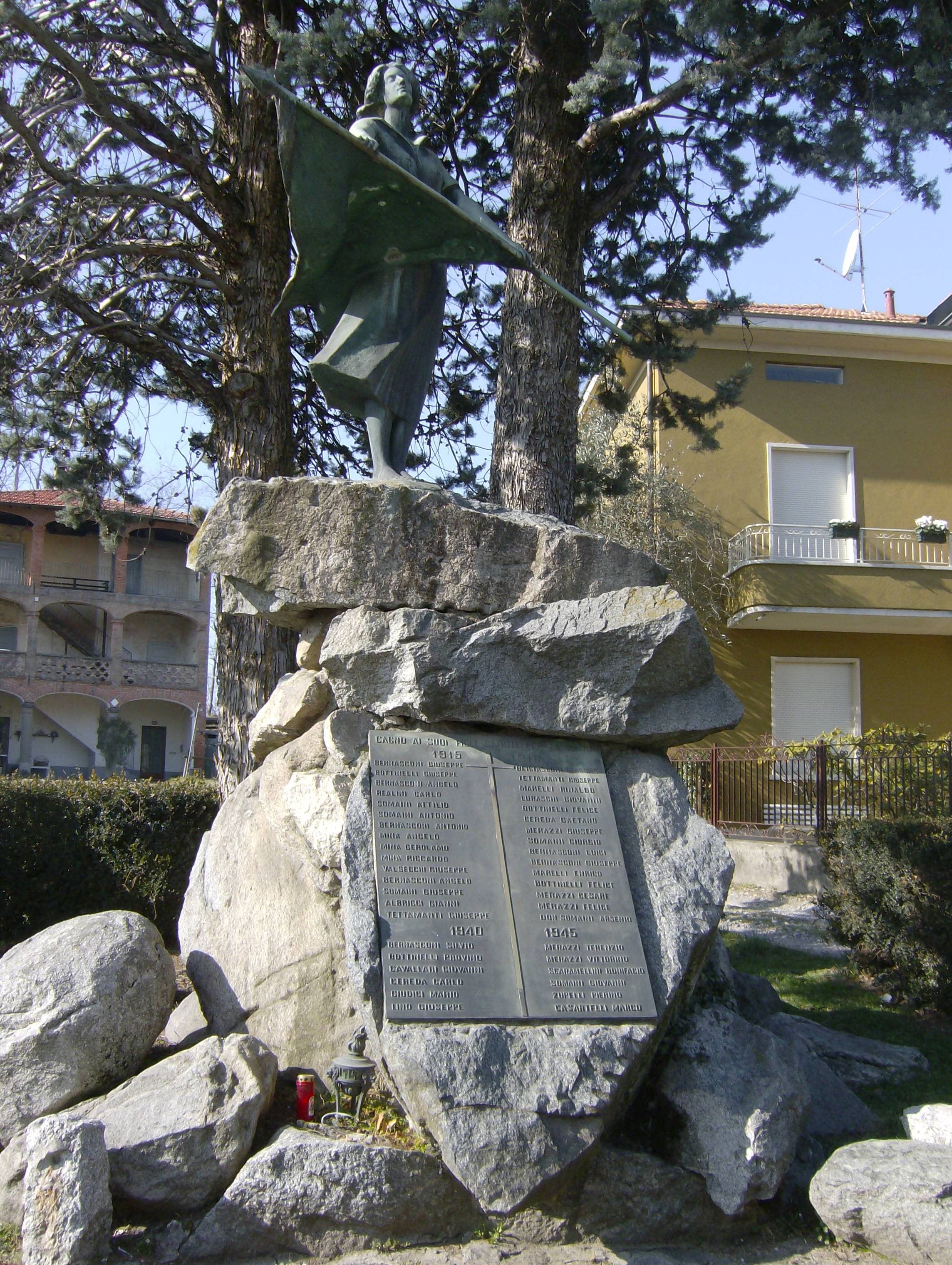
Denkmal für die Gefallenen von Cagno
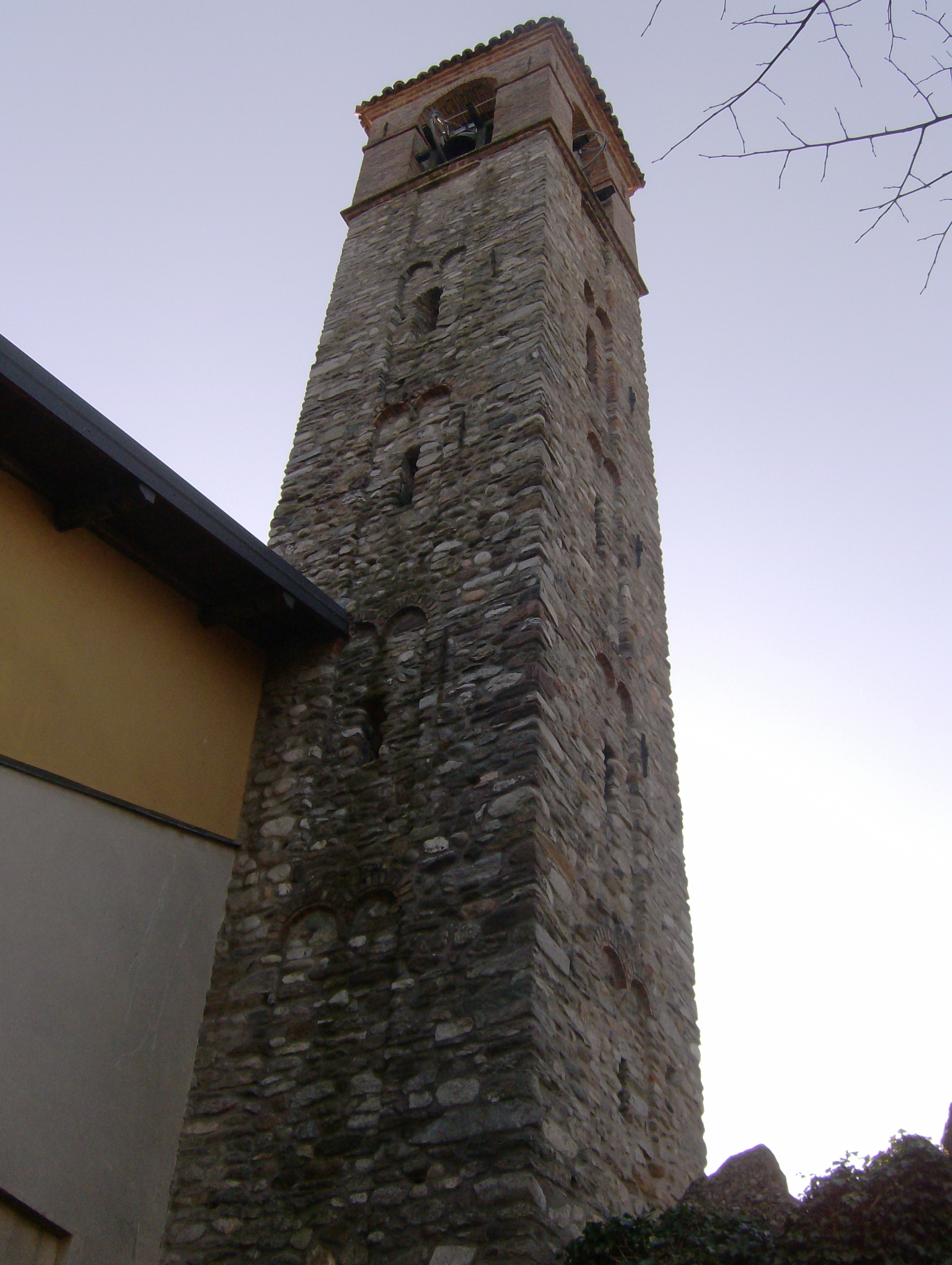
Romanischer Glockenturm